# Dánia legendabeli uralkodóinak listája

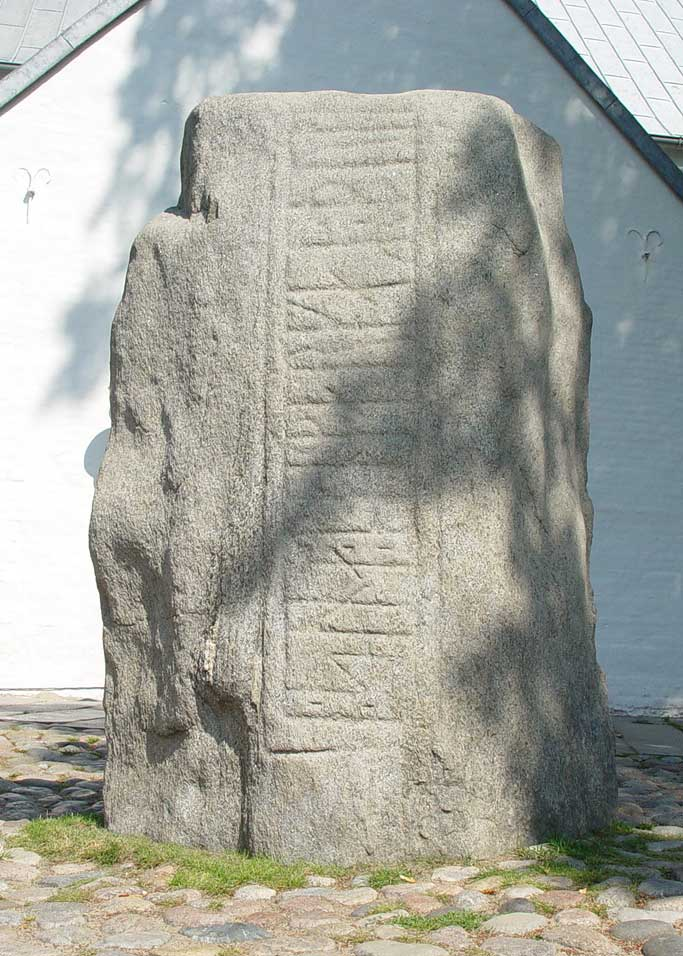
Öreg Gorm király által a felesége emlékére állított rúnakő.

Az alábbi listákban a mai Dánia területén élő, a sagákban és krónikákban említett, ám más forrásokból meg nem erősített királyok, uralkodók találhatóak. A történelmileg igazolt dán uralkodók listája itt látható.  

## Óskandináv mitológiai uralkodók (Kr. e. 50–548)[1]
A mai Dánia területén uralkodó mitológiai királyok sorrendje, neve és uralkodási ideje nem történelmi tény, a lista a középkori izlandi sagák alapján készült (amelyeket Snorri Sturluson dolgozott fel többek között).
| Uralkodó                      | Uralkodott           | Latin név               | Névváltozat(ok)                                                         | Megjegyzés                              |
| ----------------------------- | -------------------- | ----------------------- | ----------------------------------------------------------------------- | --------------------------------------- |
| A Skioldinger-ház uralkodói   |                      |                         |                                                                         |                                         |
| I. Dan                        | ?                    | -                       | Danr                                                                    | Ypper fia.                              |
| Humble                        | ?                    | Humblus                 | Humbli                                                                  | I. Dan fia.                             |
| Lother                        | ?                    | Lotherus                | -                                                                       | Humble testvére.                        |
| Skjöldr                       | Kr. e. 50– Kr. e. 40 | Scioldus, Skioldus      | Skjold, Skiold                                                          | Lother vagy Odin fia.                   |
| I. Fridleif                   | Kr. e. 40– Kr. e. 5  | Fridlevus               | Fredleif, Fred-Leif, Friðleifr                                          | Skjöldr fia.                            |
| Gram                          | ?                    | -                       | -                                                                       |                                         |
| Hading                        | ?                    | Hadingus                | -                                                                       | Gram fia.                               |
| I. Frodhi                     | Kr. e. 5– Kr. u. 45  | -                       | Fróði, Froda, Fróthi, Frotho, Fródi, Frode                              | Hadingus vagy I. Friedleif fia.         |
| II. Fridleif                  | 45–??                | Fridlevus               | Fredleif, Fred-Leif, Friðleifr                                          | I. Frodhi fia.                          |
| Leif den Frøkne               | ?                    | Leifus                  | Leiv                                                                    |                                         |
| Herleif                       | ?                    | ~Herleifus              | Hær-Leif                                                                |                                         |
| Hunleif                       | ?                    | Hunleifus               | -                                                                       |                                         |
| Áli                           | ?                    | Aleifus                 | -                                                                       |                                         |
| Oddleif                       | ?                    | Oddleifus               | -                                                                       |                                         |
| Geirleif                      | ?                    | Geirleifus              | -                                                                       |                                         |
| Gunnleif                      | ?                    | Gunnleifus              | -                                                                       |                                         |
| II. Fródhi (*30)              | ??–87                | -                       | Fróði, Froda, Fróthi, Frotho, Fródi, Frode                              | I. Frodhi fia.                          |
| Wighlek                       | ?                    | Wiglecus                | Wihtlæg, Wihtlæg, Wiglek, Whitlæg                                       |                                         |
| Wermund (*75)                 | 87–140               | Wermundus               | ~den Kloke, Vermund, Garmund                                            | Wighlek vagy II. Frodhi fia.            |
| I. Uffe (*130)                | 140–190              | -                       | Uffo, Uffo, Offa, Olaf                                                  | Wermund fia.                            |
| II. Dan (*174)                | 190–270              | -                       | ~Mikilláti, ~den Stolte                                                 | I. Uffe veje.                           |
| Hygelach'                     | 270 körül            | Huglecus, Chlochilaicus | Hugleik, Hugleikr, Hugleikur                                            |                                         |
| III. Frodhi (*225)            | 270–310              | -                       | ~Fredegod, Fróði, Fróthi, Frotho, Fródi, Frode                          | II. Dan fia.                            |
| I. Olaf                       | 310 körül            | -                       | ~Litilati                                                               | III. Frodhi leányági unokája.           |
| Håvard                        | 310 körül            | Havardus                | ~Håndramme, Havar, Havarix                                              | III. Frodhi veje.                       |
| I. Halfdan (*324) (=III. Dan) | 310–324              | Haldanus                | Healfdene, Háfdanar, Haldan                                             | Håvard fia.                             |
| III. Fridleif (*300)          | 324–348              | Fridlevus               | Fredleif, Fred-Leif, Friðleifr                                          | Håvard fia.                             |
| I. Hrothgar                   | 348 körül            | -                       | Hroðgar, Hróarr, Hroar, Roar, Ro                                        | III. Fridleif öccse.                    |
| II. Olaf                      | 348 körül            | -                       | -                                                                       | III. Fridleif fia.                      |
| IV. Frodhi (*330)             | 348–407              | -                       | ~den Store, ~Froekni, Erős~, Fróði, Froda, Fróthi, Frotho, Fródi, Frode | III. Fridleif fia.                      |
| I. Ingeld (*380)              | 407–436              | Ingellus                | Ingjald, ~Skarkadar-Fostri                                              | IV. Frodhi fia.                         |
| II. Halfdan (*385)            | 436–457              | Haldanus                | Healfdene                                                               | IV. Fródhi fia.                         |
| V. Frodhi (*390)              | 457–460              | -                       | Fróði, Froda, Fróthi, Frotho, Fródi, Frode                              | IV. Frodhi fia.                         |
| II. Hrothgar (*428)           | 460–494              | -                       | Hroðgar, Hróarr, Hroar, Roar, Ro                                        | II. Halfdan fia. A Beowulfban szerepel. |
| I. Helgi                      | 460–???              | -                       | Helghe, Halga, Helgo, Hailaga                                           | II. Halfdan fia.                        |
| VI. Frodhi (*420)             | 494–510              | -                       | Fróði, Froda, Fróthi, Frotho, Fródi, Frode                              | I. Ingeld fia.                          |
| II. Ingeld                    | 510 körül            | Ingellus                | Ingjald                                                                 | V. Frodhi fia.                          |
| Hrólf Kraki                   | 510–522              | -                       | Hroðulf, Rolfo, Roluo, Rolf Krage, Rudolf                               | I. Helgi fia.                           |
| Hjørvard                      | Hrólf alatt          | Hiorvardus              | Heoroweard                                                              | I. Helgi unokaöccse.                    |
| I. Hrörek (*450)              | 522 körül            | Rærecus                 | ~Hnauggvanbaugi, Roric, Rørik, Hrærekr                                  | II. Hrothgar fia.                       |
| VII. Frodhi (*475)            | 522–548              | -                       | Fróði, Froda, Fróthi, Frotho, Fródi, Frode                              | I. Hrörek fia.                          |

## Tisztázatlan sorrendű uralkodók (548–669)
A következő időszakban az uralkodók sorrendje még nem tisztázott; lehet, hogy 2 külön királyságban uralkodtak:
- Egyik (feltételezett) királyság:

| Uralkodó                                              | Uralkodott | Latin név | Névváltozat(ok) | Megjegyzés             |
| ----------------------------------------------------- | ---------- | --------- | --------------- | ---------------------- |
| I. Harald                                             | 548–?      | Haraldus  | Haraldr         | I. Hrörek veje.        |
| II. Harald                                            | ?          | Haraldus  | Haraldr         | I. Harald fia.         |
| III. Harald                                           | ?          | Haraldus  | Haraldr         | II. Harald unokaöccse. |
| Ivar Vifadme                                          | ?–647      | -         | ~Vidfadmi, Iwar | III. Halfdan fia.      |
| Halála után valószínűleg egyesítették a 2 királyságot |            |           |                 |                        |

- Másik (feltételezett) királyság:

| Uralkodó                                              | Uralkodott | Latin név | Névváltozat(ok)                                                         | Megjegyzés          |
| ----------------------------------------------------- | ---------- | --------- | ----------------------------------------------------------------------- | ------------------- |
| VIII. Frodhi                                          | 548–?      | -         | Fróði, Froda, Fróthi, Frotho, Fródi, Frode                              | VII. Frodhi fia.    |
| III. Ingeld                                           | ?          | Ingellus  | Ingjald                                                                 | VIII. Frodhi öccse. |
| IV. Fridleif                                          | ?          | Fridlevus | Fredleif, Fred-Leif, Friðleifr                                          | III. Ingled fia.    |
| III. Halfdan                                          | ?          | Haldanus  | ~Snjalle, Healfdene                                                     | IV. Fridleif öccse. |
| II. Hrörek                                            | ?–669      | Rærecus   | Roric Slingeband, Rørik Slængeborræ, ~Slyngebond, Hrærekr Slöngvanbaugi | III. Halfdan fia.   |
| Halála után valószínűleg egyesítették a 2 királyságot |            |           |                                                                         |                     |

Egyéb uralkodók:
(Őket végképp nem lehet listába foglalni.)
| - Hödr (Høtherus, Höður, Hoder, Hodur, Hod, Höd, Hoth, Hödhr, Hother, Höth) - Unguinus - I. Sywaldus - II. Sywaldus | - Omundus - Iarmericus - Broderus - Biornus (Björn, Biorn, Beorn, Bjørn) - Snio (Nix, Nivis, Snærr, Sniō, Snow) |

## Mondabeli uralkodók (669–902)
Az alábbi uralkodók már valóban élhettek, de történelmi személyük nehezen rekonstruálható. Az uralkodók sorrendje, a nevek és évszámok listája nem történelmi tény, a lista a középkori izlandi sagák és dán krónikák alapján készült.
| Uralkodóház | Uralkodó                     | Uralkodott | Névváltozat(ok)                                                         | Megjegyzés                      |
| ----------- | ---------------------------- | ---------- | ----------------------------------------------------------------------- | ------------------------------- |
| Yngling     | IV. Harald Hildetand (* 655) | 669–735    | Haraldus Hyldetan, Haraldr Hilditönn                                    | II. Hrörek fia. Svéd király is. |
| Yngling     | I. Sigfred                   | ?          | Sigurðr, Siwardus, Siegfried, Sigar, Siger, Sygarus, Sigurd             | IV. Harald öccse.               |
| Yngling     | III. Hrörek                  | ?          | Rærecus, Roric, Rørik, Hrærekr                                          | I. Sigfred öccse.               |
| ?           | Angantyr dán király          | (710–728)  | Ongendus                                                                | (Csak egy részterületen?)       |
| Yngling     | II. Sigfred                  | 735–756    | Sigurd Ring, Sigurðr Hringr, Siegfried, Sigar, Siger, Sygarus, Siwardus | Svéd király is.                 |
| Yngling     | IV. Halfdan                  | 735–750    | Haldanus, Healfdene                                                     |                                 |

Valószínűleg felosztották újra a királyságot:

### Dán királyság (750–902)
| Uralkodóház | Uralkodó             | Uralkodott | Névváltozat(ok)                                         | Megjegyzés             |
| ----------- | -------------------- | ---------- | ------------------------------------------------------- | ---------------------- |
| Budle       | I. Ragnar            | 756–794    | ~Lodbrok, Regner Lothbrog, Ragnarr Loðbrók              |                        |
| Budle       | IV. Sigurd           | 794–803    | Sigurðr, Siegfried, Sigar, Siger, Sygarus, Sigurd       | II. Sigurd fia.        |
| Budle       | I. Knut              | 803–827    | -                                                       |                        |
| Budle       | VII. Halfdan         | 803–812    | Haldanus, Healfdene                                     |                        |
| Budle       | Godfred dán király   | 803–814    | Gudfred, Gotricus, Godofredus, Gøtrik, Gudrød, Göttrick |                        |
| Budle       | IX. Frodhi           | 827–836    | Fróði, Froda, Fróthi, Frotho, Fródi, Frode              |                        |
| Budle       | VII. Sigfred         | ?          | Sigurðr, Siegfried, Sigar, Siger, Sygarus, Sigurd       |                        |
| Budle       | IV. Olaf             | 836–856    | ~Enski                                                  |                        |
| Budle       | II. Ragnar           | 856–866    | ~Lodbrok, Regner Lothbrog, Ragnarr Loðbrók              |                        |
| Budle       | IV. Godfred          | ?          | Gotricus, Godofredus, Gøtrik, Gudrød, Göttrick          |                        |
| Budle       | IX. Harald           | 866–883    | Haraldus, Haraldr                                       |                        |
| Budle       | IX. Sigfred          | (873)      | Sigurðr, Siegfried, Sigar, Siger, Sygarus, Sigurd       |                        |
| Budle       | VIII. Halfdan        | (873)      | Haldanus, Healfdene                                     |                        |
| Budle       | X. Frodhi            | 884–885    | Fróði, Froda, Fróthi, Frotho, Fródi, Frode              |                        |
| Budle       | V. Godfred           | 885        | Gotricus, Godofredus, Gøtrik, Gudrød, Göttrick          |                        |
| Budle       | II. Helgi            | ?          | ~Keen, Heiligo                                          |                        |
| Budle       | I. Gorm              | 885–890    | ~Enski                                                  |                        |
| Budle       | III. Helgi           | 890–891    | Heiligo                                                 |                        |
| Budle       | II. Gorm             | 891–894    | -                                                       |                        |
| Benløs      | V. Olaf              | ?          | Olof, Ole den Frøkne                                    |                        |
| Benløs      | Gyrd                 | 894        | Gurd                                                    | Gnupával. V. Olaf fia. |
| Benløs      | Gnupa                | 894        | Chnob                                                   | Gyrddel. V. Olaf fia.  |
| Benløs      | Rúnaköves Sigtrygg   | 894–899    | Sigerich                                                | Gyrd fia.              |
| Budle       | I. Hardeknut (* 850) | 899–902    | Harthacnut                                              |                        |

### Haithabu királysága (750–900k.)
| Uralkodóház                                                | Uralkodó             | Uralkodott       | Névváltozat(ok)                                   | Megjegyzés             |
| ---------------------------------------------------------- | -------------------- | ---------------- | ------------------------------------------------- | ---------------------- |
| Yngling                                                    | III. Sigfred         | 750–798          | Sigurðr, Siegfried, Sigar, Siger, Sygarus, Sigurd |                        |
| Yngling                                                    | V. Harald            | 750–782          | Haraldus, Haraldr                                 |                        |
| Yngling                                                    | V. Halfdan           | 750–802          | ~Midi, Haldanus, Healfdene                        |                        |
| Yngling                                                    | VI. Halfdan          | 804–810          | Haldanus, Healfdene                               |                        |
| Yngling                                                    | VI. Harald           | 804              | Haraldus, Haraldr                                 |                        |
| Yngling                                                    | IV. Sigfred          | 804–810          | Sigurðr, Siegfried, Sigar, Siger, Sygarus, Sigurd |                        |
| Yngling                                                    | I. Gudfred           | 804–810          | Gotricus, Godofredus, Gøtrik, Gudrød, Göttrick    |                        |
| Yngling                                                    | Hemming              | 810–811          | Hemmingus                                         |                        |
| ?                                                          | Anulo (* 800 e.)     | 811–812          | -                                                 | I. Gudfred unokaöccse. |
| Yngling                                                    | VI. Sigfred          | 812              | Sigurðr, Siegfried, Sigar, Siger, Sygarus, Sigurd |                        |
| Yngling                                                    | VII. Harald (1x)     | 812–813          | Haraldus, Haraldr                                 | †841                   |
| Budle                                                      | VIII. Harald (* 785) | 812–814, 819–827 | ~Klak, Haraldus, Haraldr                          | †843/4/852             |
| Yngling                                                    | Uorm                 | 813–814          | -                                                 |                        |
| Budle                                                      | Ragnfried            | 812–814          | Reginfred                                         | II. Harald testvére.   |
| Yngling                                                    | VII. Harald (2x)     | 819–822          | ld. fent                                          |                        |
| Yngling                                                    | III. Gudfred         | 819–827          | Gotricus, Godofredus, Gøtrik, Gudrød, Göttrick    |                        |
| Yngling                                                    | VII. Harald (3x)     | 825–826          | ld. fent                                          |                        |
| Yngling                                                    | III. Olaf            | 827              | Olof                                              |                        |
| Yngling                                                    | IV. Hrörek (* 800)   | 827–844          | Rærecus, Roric, Rørik, Hrærekr                    |                        |
| Budle                                                      | I. Horik             | 836–854          | Hårik, Hárekr, Erik de Oude                       |                        |
| Budle                                                      | II. Horik            | 854–869          | Hårik, Hárekr, Erik Barn                          | †873 körül.            |
| Budle                                                      | V. Godfred           | 869–884          | Gotricus, Godofredus, Gøtrik, Gudrød, Göttrick    | †895. VIII. 24.        |
| Yngling                                                    | VIII. Sigfred        | (?–862)          | Sigurðr, Siegfried, Sigar, Siger, Sygarus, Sigurd |                        |
| Yngling                                                    | II. Knut (* 820)     | 885–894          | -                                                 |                        |
| Yngling                                                    | III. Horik (* 830)   | 894–?            | Hårik, Hárekr, Erik                               |                        |
| Halála után a királyságot a másik királyságba olvasztották |                      |                  |                                                   |                        |

A krónikák még legalább 2 királyt megemlítenek (helyük az uralkodólistában nem tisztázott):
- II. Uffe (más néven: Ubbe, ur.: 873–887)
- Sigfred Orm-i-Øje mitológiai uralkodó (ur.: 873–903)

1. ↑  Az alábbi lista forrásai (902-ig):
  - http://listsearches.rootsweb.com/th/read/GEN-MEDIEVAL/2004-06/1087608915
  - http://www.historyfiles.co.uk/KingListsEurope/ScandinaviaDenmark.htm
  - http://www.scangen.se/medieval/danking8.htm
  - http://www.rootsweb.ancestry.com/~medieval/danking.htm
  - http://genealogy.euweb.cz/scand/norway1.html
  - http://fabpedigree.com/s040/f428554.htm-tól
  - http://www.manfred-hiebl.de/genealogie-mittelalter/
  - http://www.gutenberg.org/files/14878/14878-0.txt
  - http://worldroots.com/brigitte/theroff/norway.txt Archiválva 2011. június 17-i dátummal a Wayback Machine-ben
  - http://www.greenledgestudios.com/Family%20History/_Rowe/from%20Adam/__vikings/skjoldings.htm%5B%5D